# Körösponor
Körösponor (románul: Ponoară, németül: Poner), település Romániában, a Partiumban, Bihar megyében.

## Fekvése
Barátkától délre, a Jád völgyi hegyekben fekvő település.

## Története
Körösponor, nevét 1808-ban említette először oklevél Ponor néven. 
A 19. század első felében a gr. Batthyány család volt a földesura, a 20. század elején pedig ifj. gr. Zichy Ödön birtoka volt.
Ponor határában érdekes barlang van, mely állítólag a csarnóházi barlanggal áll összeköttetésben.

## Nevezetességek
- Görög keleti temploma – 1898-ban épült.